# Nnedi Okorafor
Nnedimma Nkemdili Okorafor, in arte semplicemente Nnedi Okorafor, dopo aver usato dal 2005 al 2008 lo pseudonimo di Nnedi Okorafor-Mbachu (Cincinnati, 8 aprile 1974), è una scrittrice nigeriana con cittadinanza statunitense, di etnia igbo, autrice di opere di genere fantastico per ragazzi ed adulti.
Dopo anni presso la Chicago State University, insegna oggi scrittura creativa all'Università di Buffalo.
Ha vinto numerosi premi letterari, tra cui il Premio World Fantasy, il Premio Nebula, il Premio Hugo e il Premio Locus. La sua narrativa, considerata afrofuturista, miscela tematiche tipicamente statunitensi alle influenze culturali dell'Africa occidentale. Brittle Paper l'ha nominata nel 2015 la persona letteraria africana dell'anno.
Tra il 2017 e il 2018, ha scritto diversi fumetti, anche per Marvel, tra cui Black Panther, Venomverse, Wakanda Forever e Shuri.

## Biografia

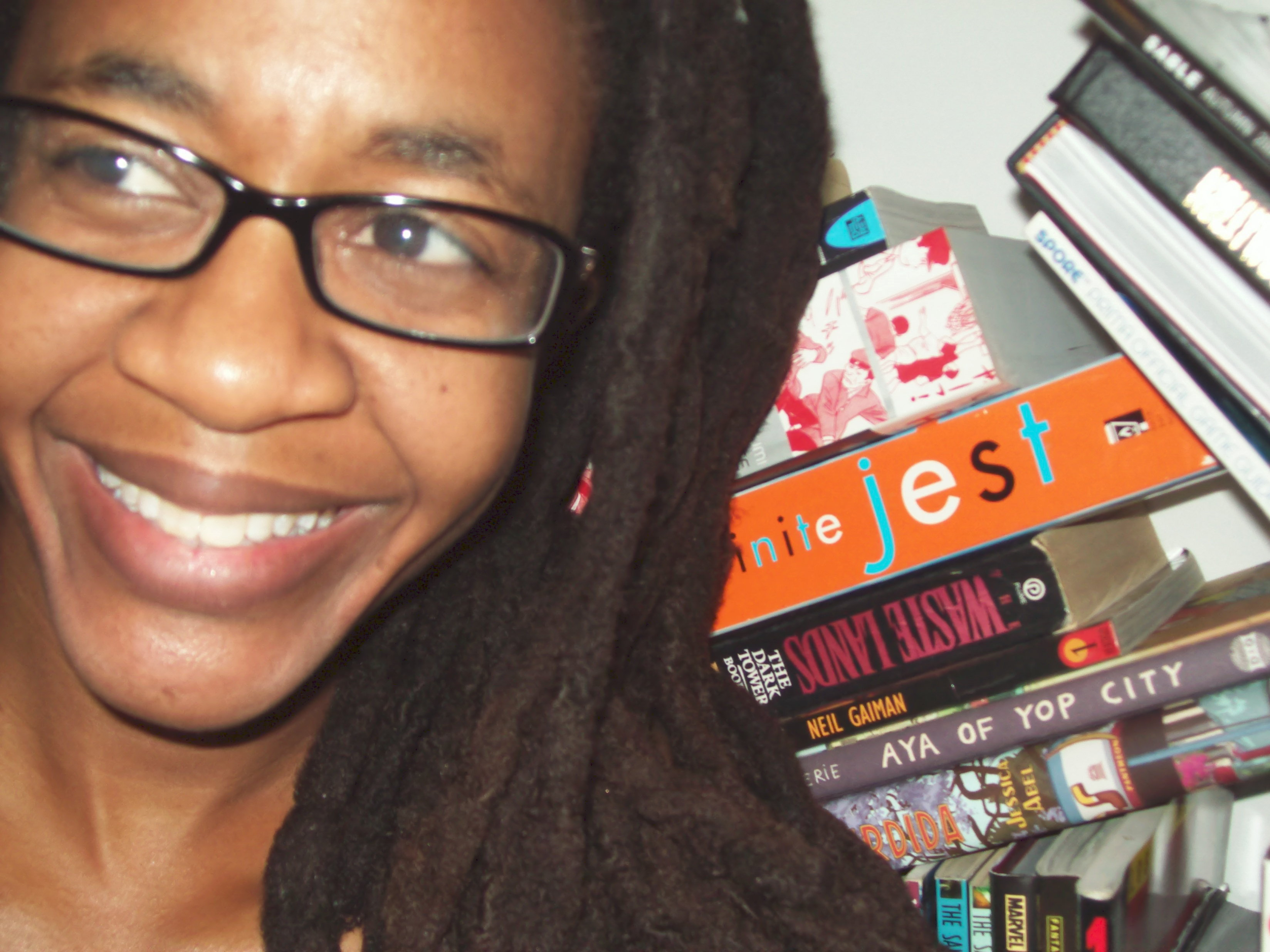

## Opere
- (EN) Zahrah the Windseeker, Boston, Houghton Mifflin Harcourt, 26 settembre 2005, ISBN 978-0-618-34090-3.
Edizione tascabile:  10 febbraio 2008, ISBN 978-0-547-02028-0.  Pubblicato anche dalla filiale Graphia.
- (EN) The Shadow Speaker, Hyperion, 17 ottobre 2007, ASIN B00RWSPO86.  Pubblicato anche da  Disney, 06 marzo 2008, ISBN 978-1-4231-0033-1. 
Edizione tascabile:  24 marzo 2009, ISBN 978-1-4231-0036-2.
- (EN) Long Juju Man, Macmillan Education, 05 maggio 2009, ASIN B01K3Q474U.
Edizione tascabile:  2009, ISBN 978-0-230-72207-1.
- (EN) Who Fears Death, DAW, 1º giugno 2010, ISBN 978-0-7564-0617-2.
Edizione tascabile:  07 giugno 2011, ISBN 978-0-7564-0669-1.  Pubblicato anche da Penguin.
Traduzione:  Chi teme la morte? La profezia di Onye, traduzione di Benedetta Tavani, Isola del Liri, Gargoyle, 2015, ISBN 978-88-98172-62-7.
- (EN) Akata Witch, Viking, 14 aprile 2011, ISBN 978-0-670-01196-4.
Edizione tascabile:  Speak, 11 luglio 2017, ISBN 978-0-14-242091-1.  Pubblicato anche da Penguin.
- (EN) Hello, Moto, Tor, 2011.
- (EN) Iridessa and the Fire-Bellied Dragon Frog, Disney, 2011.
- (EN) Iridessa and the Secret of the Never Mine, Disney, 2012.
- (EN) Moom!, in AfroSF: Science Fiction by African Writers, StoryTime, 1º dicembre 2012, ASIN B00AEUH112.
Edizione tascabile:  19 marzo 2013, ISBN 978-0-9870089-6-1.
- (EN) Kabu Kabu, Prime Books, 2013.
Edizione tascabile:  15 ottobre 2013, ISBN 978-1-60701-405-8.
- (EN) It's War, in Long Hidden: Speculative Fiction from the Margins of History, Crossed Genres, 30 gennaio 2014, ISBN 978-0-9913921-0-0.
- (EN) Lagoon, Hodder & Stoughton, 2014. Pubblicato anche da Simon & Schuster /  Saga Press, 14 giugno 2015, ISBN 978-1-4814-4087-5.  
Edizione tascabile:  02 febbraio 2016, ISBN 978-1-4814-4088-2. 
Traduzione:  Laguna, traduzione di Chiara Reali, Modena, Zona 42, 1º gennaio 2017, ISBN 978-88-98950-21-8.
- (EN) The Book of Phoenix, DAW, 05 maggio 2015, ISBN 978-0-7564-1019-3. Prequel di Who Fears Death.
Edizione tascabile:  03 maggio 2016, ISBN 978-0-7564-1078-0.  Pubblicato anche da Penguin / PRH.
- (EN) Binti, Tor, 22 settembre 2015, ISBN 978-0-7653-8525-3.
Edizione rilegata:  24 luglio 2018, ISBN 978-1-250-20342-7. 
Traduzione:  Binti, collana Oscar fantastica, traduzione di Benedetta Tavani, Mondadori, 1º ottobre 2019, ISBN 978-88-04-71145-2.
- (EN) Binti: Home, Tor, 31 gennaio 2017, ISBN 978-0-7653-9311-1.
Edizione rilegata:  24 luglio 2018, ISBN 978-1-250-20343-4.
- (EN) Akata Warrior, Viking, 03 ottobre 2017, ISBN 978-0-670-78561-2. 
Edizione tascabile:  Speak, 16 ottobre 2018, ISBN 978-0-14-242585-5.
- (EN) Binti: The Night Masquerade, Tor, 16 gennaio 2018, ISBN 978-0-7653-9313-5.
Edizione rilegata:  24 luglio 2018, ISBN 978-1-250-20344-1.

## Premi e riconoscimenti
- 2005 – Premio Strange Horizons Reader's Choice per Stephen King's Super-Duper Magical Negroes[9]
- 2007/08 – Macmillan Writers' Prize for Africa per Long Juju Man[10]
- 2008 – Premio Carl Brandon Parallax per The Shadow Speaker[11]
- 2008 – Premio Wole Soyinka per la letteratura per Zahrah the Windseeker[12]
- 2011 – Premio World Fantasy per il miglior romanzo per Who Fears Death[11]
- 2012 – Premio Black Excellence per l'eccezionale risultato in letteratura (fiction) per Zahrah the Windseeker[13]
- 2012 – Premio Kindred per Who Fears Death[11]
- 2016 – Premio Nebula per il miglior romanzo breve per Binti[14]
- 2016 – Premio letterario Children's Africana per il miglior libro per ragazzi per Chicken in the Kitchen[15]
- 2016 – Premio Hugo per il miglior romanzo breve per Binti[16]
- 2018 – Premio Locus per il miglior libro per ragazzi per Akata Warrior
- 2018 – Premio Lodestar per Akata Warrior